# Hans Müller (scacchista)
Hans Müller (Vienna, 1º dicembre 1896 – Vienna, 28 febbraio 1971) è stato uno scacchista austriaco.

## Principali risultati
- 1921:  vince il 1º campionato dilettantistico di Vienna con 19/23;[1]
- 1922:  4º-5º a Innsbruck (vinsero Ernst Grünfeld e Rudolf Spielmann);
- 1925:  1º-2º a Debrecen;
- 1926:  7º a Trenčianske Teplice (vinsero Karl Gilg e Borislav Kostić);
- 1927:  9º a Kecskemét (vinse Alexander Alekhine);  =1º con Albert Becker a Vienna;
- 1929:  3º a Vienna (13º Trebitsch Memorial, vinto da Hans Kmoch e Spielmann);
- 1931:  7º a Vienna (14º Trebitsch Memorial), vinto da Albert Becker;
- 1932:  vince il campionato europeo per corrispondenza, davanti a Eduard Dyckhoff;
- 1933:  vince il torneo di Ebensee, davanti a Erich Eliskases;  =1º con Grünfeld a Vienna (16º Trebitsch);
- 1934:  1º-2º con Gilg a Klosterneuburg;  3º a Linz dietro a Becker e Eliskases;
- 1935:  3º-5º a Vienna (18º Trebitsch Memorial), vinsero Lajos Steiner ed Eliskases;
- 1937:  3º-5º a Vienna (20º Trebitsch Memorial), vinse Lajos Steiner.

Hans Müller partecipò con l'Austria a cinque Olimpiadi organizzate dalla FIDE dal 1928 al 1950, e alle olimpiadi non ufficiali di Monaco di Baviera 1936. 

Vinse una medaglia di bronzo individuale alle olimpiadi di Folkestone 1933.
Dopo l'Anschluss:
- 1939:  2º dietro ad Eliskases a Vienna;
- 1940:  3º a Bad Elster (vinsero Gilg e Rödl);
- 1940:  5º-8º a Cracovia/ Krynica/ Varsavia (1º campionato della Grande Germania), vinto da Efim Bogoljubov e Kohler);
- 1941:  4º a Bad Oeynhausen (8º campionato tedesco, vinto da Paul Felix Schmidt e Klaus Junge);
- 1942:  2º a Bad Oeynhausen (9º campionato tedesco, vinto da Ludwig Rellstab;
- 1943:  4º a Vienna (10º campionato tedesco, vinto da Josef Lokvenc);  2º a Vienna dietro a Grünfeld;
- 1943:  vince il torneo di Posen (Reichsmeisterschaft Kraft durch Freude).

Dopo la seconda guerra mondiale: 
- 1947:  6º a Vienna (2º Schlechter Memorial, vinto da László Szabó);
- 1950:  14º nel torneo di Venezia, vinto da Kotov);  8º a Vienna (vinse Enrico Paoli);
- 1951:  8º a Vienna (4º Schlechter Memorial, vinto da Moshe Czerniak);
- 1957:  7º-8* a San Benedetto del Tronto (vinse Gedeon Barcza).

## Pubblicazioni
Hans Müller scrisse molti libri di scacchi (tutti in tedesco), tra cui:
- Die englische Partie (1928)
- Praktische Eröffnungsstrategie (1928)
- Schach-Olympiade Warschau 1935 (1936)
- Das Carl-Schlechter-Gedenkturnier des Schachklubs Hietzing (1947)
- Praktische Schachstrategie (1947)
- Carl Schlechter Gedenkturnier 1949 (1949)
- Botwinnik lehrt Schach (1949 Verlag Willy Verkauf, 1967)
- Botwinnik Bronstein (1951)
- Das internationale Carl Schlechter-Gedenkturnier 1951 (1951)
- Die Schacholympiade in Helsinki 1952 (1953)
- Lerne kombinieren (1953)
- Schachgenie Aljechin (1953, zusammen mit A. Pawelczak)
- Angriff und Verteidigung (1960)
- Das Zentrum in der Schachpartie (1963)
- Vom Element zur Planung (1970)